# Peppermint Harris
Peppermint Harris (* 17. Juli 1925 in Texarkana (Texas) als Harrison Nelson Jr.; † 19. März 1999 in Elizabeth, New Jersey) war ein US-amerikanischer Rhythm-and-Blues-Gitarrist und Sänger, der dem West Coast Blues zuzurechnen ist
Harrison Nelson begann Ende der 1940er Jahre erste Aufnahmen in Houston für das Label Gold Star einzuspielen, bei denen er von seinem Freund Lightnin’ Hopkins sowie von Elmore Nixon begleitet wurde, mit denen er jedoch keinen Erfolg hatte. Schließlich bekam er für Aufnahmen wie „Fat Girl Boogie“ einen Vertrag bei dem Produzenten Bob Shad, der Nelsons Namen vergessen und die Titel unter dem Pseudonym Peppermint Harris auf dem Label Sittin´in With veröffentlichte. 1950 hatte er mit „Rainin´in My Heart“ einen ersten Charterfolg. 1951 wechselte er zum Label Aladdin in Los Angeles und hatte mit „I Got Loaded“ (en: Ich bin betrunken) seinen größten Hit in den R&B-Charts, der im November #1 erreichte. Seine weiteren Songs waren jedoch weniger erfolgreich, von denen viele den Alkohol zum Thema hatten, wie „Have Another Drink On Me and Talk to Me“, „Cadillac Funeral“, „Right Back on It“ oder „Three Sheets in the Wind“. Mit Albert Collins nahm er um 1960 Material für das Album Houston Can't Be Heaven auf.
Später nahm er weitere Stücke in Shreveport, Louisiana auf (u. a. eine weitere Version von „Raining in My Heart“ für das Label Jewel, 1965), außerdem für Lunar („Sweet Black Angels“) und  Duke Records  („Angel Child“), und arbeitete in Sacramento und New Jersey, bevor ein letztes Album 1995 auf dem Label Home Cooking entstand. Er starb 1999 in Elizabeth, New Jersey.

## Diskographische Hinweise
- Houston Can't Be Heaven (Ace Records) mit Albert Collins
- Peppermint Harris (Time Records)
- I Got Loaded (Blue City Records, Kompilation)
- Texas on My mind (NMD, ed. 2008)